# 427
| 427                |
| ------------------ |
| Dødsfald - Fødsler |
|                    |

| Gregoriansk kalender | 427 CDXXVII             |
| Ab urbe condita      | 1180                    |
| Armensk kalender     | I/T                     |
| Kinesiske kalender   | 3123 – 3124 丙寅 – 丁卯 |
| Etiopisk kalender    | 419 – 420               |
| Jødisk kalender      | 4187 – 4188             |
| Hindukalendere       |                         |
| - Vikram Samvat      | 482 – 483               |
| - Shaka Samvat       | 349 – 350               |
| - Kali Yuga          | 3528 – 3529             |
| Iransk kalender      | 195 BP – 194 BP         |
| Islamisk kalender    | 201 BH – 200 BH         |

## Begivenheder

### Asien
- Mens Persien var i krig med det Østromerske rige, havde heftalitterne ("de hvide hunnere") angrebet og erobret den vigtige handelsby Merv i Persien. Da krigen var slut, drog kong Bahram 5. mod Merv og befriede byen i 427.
- Kong Jangsu flyttede hovedstaden i Goguryeo fra Gungnae (nu Ji'an, i Jilin) til Pyongyang.

### Europa
- Årets romerske consuler var begge udnævnt af den østromerske kejser: Flavius Hierius, der var prætoriansk præfekt over det østlige præfektur, og Flavius Ardaburius, der var general og som havde ledet felttoget mod oprørskejseren Johannes.
- Flavius Hierius indviede Konstantins bade (senere omdøbt til Theodosius' bade) i Konstantinopel. De var blevet påbegyndt 80 år tidligere.[1]
- Den vestromerske general Felix fik - tilsyneladende ved forhandlinger - hunnerne til at forlade den romerske provins Pannonien, som de havde holdt delvist besat i over 25 år. Hunnerne lavede imidlertid i 433 en aftale med general Aëtius og fik igen kontrol over en del af provinsen.[2]
- Den vestromerske kejsers mor, Galla Placidia, følte at generalen Bonifacius i Nordafrika havde fået for meget magt, og han blev beordret til at møde op i Ravenna. Det nægtede han, og han besejrede den hær, der blev sendt til Nordafrika for at bekæmpe ham.[3]

### Kultur
- Hydatius blev udnævnt til biskop i Aquae Flaviae (det nuværende Chaves) i det, der nu er det nordligste Portugal.

## Født
- Xiao Daocheng (427-482). Klatrede op i det sydkinesiske hierarki og tvang i 479 kejser Shun af Liu Song til at abdicere. Skabte et nyt dynasti, Det sydlige Qi, hvor han regerede som kejser Gao til sin død i 482.

## Dødsfald
- Tao Yuanming, kinesisk embedsmand og poet.[4]
- Ærkebiskop Sisinnius af Konstantinopel, 24. december.[5]